# Magdalena Krzemień
Magdalena Krzemień (ur. 6 lutego 1991 w Niemodlinie) – polska piosenkarka.

## Życiorys
Ukończyła Gimnazjum im. Agnieszki Osieckiej w Niemodlinie i uczęszczała na zajęcia wokalne do Małgorzaty Gadzińskiej-Kobiałko, Elżbiety Zapendowskiej i Katarzyny Groniec. Ukończyła studia prawnicze.
W 2017 wydała album pt. Jigsaw w duecie z Mateo Pazem i została półfinalistką ósmej edycji programu rozrywkowego The Voice of Poland w TVP2. W 2022 z utworem „Od dzisiaj”, który nagrała z Wiktorem Kowalskim, zdobyła nagrodę jury w konkursie „Debiutów” podczas 59. Krajowego Festiwalu Piosenki Polskiej w Opolu. W 2024 zwyciężyła w finale pierwszej edycji programu rozrywkowego The Four. Bitwa o sławę w Polsacie. Po udziale w programie wydała single: „Światło” i „Nadchodzę”.